# Anisozyga magnificata
Anisozyga magnificata är en fjärilsart som beskrevs av Louis Beethoven Prout 1913. Anisozyga magnificata ingår i släktet Anisozyga och familjen mätare. Inga underarter finns listade i Catalogue of Life.